# Fototyrystor
Fototyrystor, LASCR (gr. phōtós – światło + tyrystor, ang. Light Activated Semiconductor Controlled Rectifier) – element optoelektroniczny, rodzaj tyrystora wyzwalanego promieniowaniem elektromagnetycznym.
Fototyrystor wykonywany jest zazwyczaj z krzemu i umieszczany w obudowie umożliwiającej przeniknięcie do wnętrza światła lub promieniowania o innej częstotliwości. Strumień promieniowania powoduje zmianę stanu tyrystora ze stanu blokowania do stanu przewodzenia, przy czym moc promieniowania strumienia potrzebna do przełączenia zmniejsza się wraz ze wzrostem napięcia anoda-katoda ({\displaystyle U_{A-K}}). Można także regulować próg włączenia fototyrystora napięciem bramki (jeśli jest wyprowadzona na zewnątrz obudowy). Stan przewodzenia utrzymuje się także po zaniku strumienia światła.
Zastosowanie fototyrystorów: jako przekaźniki (reagujące na światło), detektory światła.